# Francis Weiss

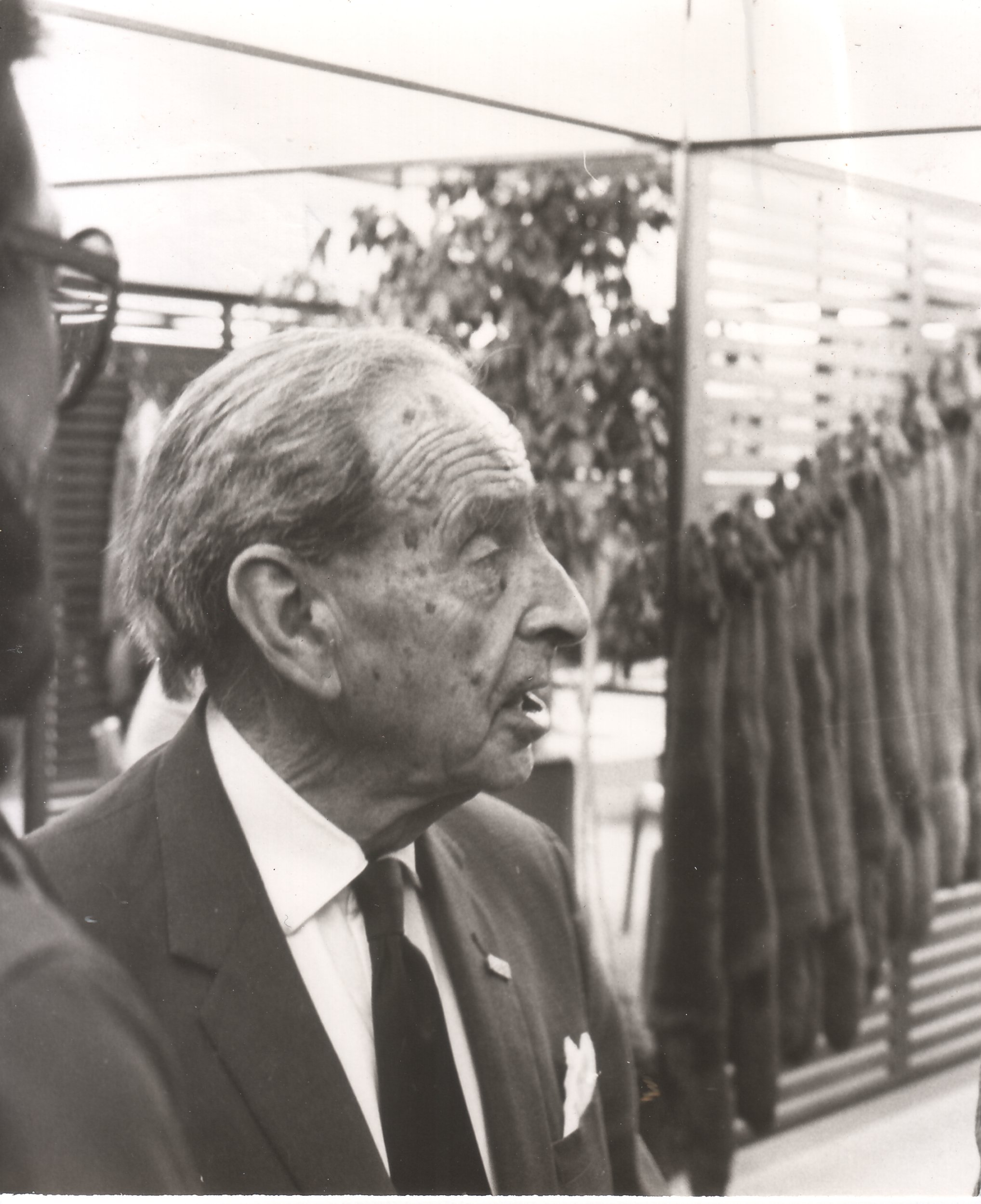
Francis Weiss (1981)

Francis Weiss, in frühen Veröffentlichungen immer Franz Weiss, (* 1893 in Budapest; † 25. März 1982 in Beckenham, Kent (heute zu London), England) war ein englischer Rauchwarenhändler und Autor. Bereits beide seiner Großväter waren im Pelzhandel tätig.

## Familiengeschichte

### Familie der Mutter
Der Urgroßvater mütterlicherseits von Francis, Jakob Berg, war von Beruf Weißgerber in Frankfurt an der Oder. Sein Sohn, der Wildwaren-Pelzhändler Max Berg (* 1834; † 1904) war trotz seiner Herkunft aus Frankfurt an der Oder ein typischer, aber bescheidener Berliner mit „Berliner Schnauze“, „er machte sich wenig daraus“, dass sein Vetter Heinrich unter dem angenommenen Namen Friedberg als preußischer Justizminister geadelt wurde. Max Berg bewohnte mit seiner Familie am Berliner Alexanderplatz den ersten Stock des Vorderhauses Königstraße 38, sein Geschäftspartner Adolf Schulvater wohnte eine Etage höher. Beide zusammen waren Inhaber der Firma Schulvater & Berg, eine der bedeutendsten Wildwarenhandlungen der Zeit. Die Kontore und Lagerräume lagen im Hintergebäude des recht großen Baukomplexes, in dem sich auch eine Schule befand, die schon Francis Mutter, Trude Berg, als Kind besucht hatte. Das Gebäude wurde im Zweiten Weltkrieg zerstört.
Die Berliner Großmutter von Francis Weiss und der Budapester Großvater starben ein oder zwei Jahre nach der Geburt von Francis. Jakob Berg starb 1904 an einer Bauchoperation.
1892 heirateten Trude Berg und Francis Weiss. Im darauffolgenden Jahr kam ihr Sohn Franz, der sich später Francis nannte, zur Welt.
Francis Weiss Mutter, geboren in Berlin, verbrachte 70 Jahre ihres Lebens Jahre in Ungarn, wo ihr Mann in Pest seinen Rauchwarenhandel betrieb. Sie lebte sich in der neuen ungarischen Heimat nie wirklich ein. Trotz der vielen im Land verbrachten Jahre lernte sie kein ungarisch. Sie führte ihren Haushalt ganz in Deutsch, unterstützt von Haushälterinnen aus Schwaben-Gegenden Ungarns oder aus Österreich. Jährlich besuchte sie im Sommer mit ihrer Familie die verschiedenen Kurbäder Deutschlands, die Heimatorte ihrer Verwandten und selbstverständlich auch Berlin und kaufte „Berge von Dingen“, weil eben alles aus der Heimat sein sollte. Die wichtigsten deutschen Journale kamen per wöchentlichem Lesezirkel, tägliche Neuigkeiten erhielt man über das „Nachrichten-Telephon“, einem Vorgänger des Radios und dem ebenfalls abonnierten „Berliner Tageblatt“.

### Familie des Vaters
Großvater Max (Moritz) Weiss (* 1829 in Alt-Ofen bei Budapest; † 14. September 1895) stammte aus einer alten jüdischen Familie im Burgenland, Österreich. Dessen Vater, Wolf Mattersdorf war ein „Kiesmer“, ein Musikant oder Sänger, vor der Vergabe jüdischer Familiennamen genannt „Wolf, Sohn des Moses aus Mattersdorf“. Mattersdorf (heute Mattersburg) war eine der sieben alten jüdischen Gemeinden, die unter dem Schutz der Esterházy standen. Francis Ururgroßvater wanderte nach Alt-Ofen aus, er war dort als Synagogensänger unter dem Namen Weiss registriert, er starb im Jahr 1895.
Sein ältester Sohn war Max Weiss, der als Fellhändler die Geschichte der Firma Max Weiss & Sohn begründete.

### Francis (Franz) Weiss
1895, als Großvater Max Weiss starb, wohnte Francis am Budapester Theresienring, wo auch später seine Schwester und seine spätere Ehefrau Margit († ca. 1952) zur Welt kamen. Die nächste Wohnung war in der Königsgasse, in der seine künftige Frau wohnte, diesmal direkt gegenüber. 1901 verlegte Francis Vater das Geschäft und den Wohnsitz zum Karlsring 9, wo es bis 1922 bestand. In seiner Jugend pflegte er begeistert den Ruder- und Kanusport und beteiligte sich verschiedentlich an Wettkämpfen, „wenn auch ohne sensationellen Erfolg“.
Als der Vater schwer leidend wurde, ging Weiss zu dessen Unterstützung zurück nach Budapest. Als „Einjähriger“ absolvierte er seine Militärzeit bei den Tiroler Kaiserjägern. 1914 wurde er zum Kriegsdienst einberufen und diente während der gesamten Zeit des Ersten Weltkriegs als Offizier. An der italienischen Front erhielt er eine leichtere Schussverletzung.
Nach seiner Übersiedlung nach London im Jahr 1930 erhielt Weiss Ende 1936 die britische Staatsbürgerschaft.
Über das Verhältnis des Leipziger Pelzzentrums zu Schriftstellern und Künstlern vermerkte Walter Fellmann: „Von den Leuten am Brühl selbst machte eigentlich nur als Schriftsteller der Kürschner Francis Weiss auf sich aufmerksam. […] Er schrieb seine Romane in englischer Sprache, wohl nicht nur aus ökonomischen Gründen. Im deutschsprachigen Raum blieben seine Werke über die Welt der Pelze jedenfalls weitgehend unbekannt.“ Anerkennung als Autor fand Francis-Weiss durch seine Mitgliedschaft im PEN-Club. In einem Nachruf des Berufskollegen Jürgen Thorer zu seinem Tod wird über seine letzten Lebensjahre gesagt: „Wie ein Rufer in der Wüste hat er sich gefühlt, jede Gelegenheit genutzt, seine Gedanken zur Welt und zur Welt des Pelzes schriftlich und mündlich darzulegen. Dass dieser Eifer auf so wenig aktive Resonanz gestoßen ist, hat seine innere Einsamkeit, seit dem Tod seiner von ihm über alles geliebten Frau, stetig vergrößert. Francis Weiss war nicht nur ein Prediger für den Pelz und dessen, was er als gut und nützlich erachtete für die Branche; sein reger Geist hat die Wellen seiner Zeit seismisch aufgenommen und literarisch verarbeitet. Wer ihn erst in seinen letzten – enttäuschten – Jahren kennengelernt hat, würde ihm kaum die feine Lyrik zutrauen, die er seiner Frau gewidmet hat“.
In Leipzig hatte jedoch sein handfestes „Klagelied eines Kommissionärs“ zuvor bereits Zustimmung und Verbreitung gefunden:
„Nach der Versteigerung seh' ich die Ware,
Auch meinem Nachbarn sträuben sich die Haare,
Was gestern blau, ist heute braun.
Wie konnt ich meinen Augen traun.
Die großen Males sehen aus wie kleine Damen,
Der Preis fällt nun völlig aus dem Rahmen.
Was werden da die feinsten Kunden sagen.
Oder soll man besser gar nicht fragen…“
Der älteste Sohn Robert Niels White (* 1923 in Leipzig; † 23. Juli 1983 in London) diente im Zweiten Weltkrieg als englischer Hauptmann, dafür musste Niels seinen Nachnamen in White ändern. Er arbeitete zunächst einige Monate bei der Firma Arne Holm in Oslo, anschließend in Stockholm bei der Firma Vik und dann zwei Jahre in der Canadian Fur Auction Company in Montreal. 1950 beendete er seine Ausbildung in der Firma Hans Hessel, um dann, der Familientradition folgend, als Teilhaber in die elterliche Firma einzutreten. Niels heiratete am 11. September 1978 in Sheffield Catherine Glossup. 1981 übernahm Niels in vierter Generation die Leitung der von Max Weiss & Sohn, London.
Francis Weiss starb friedlich im Schlaf am 25. März 1982 in Beckenham, Kent, beerdigt wurde er im Londoner Stadtbezirk Croydon. Er hinterließ die Söhne Niels und Francis.

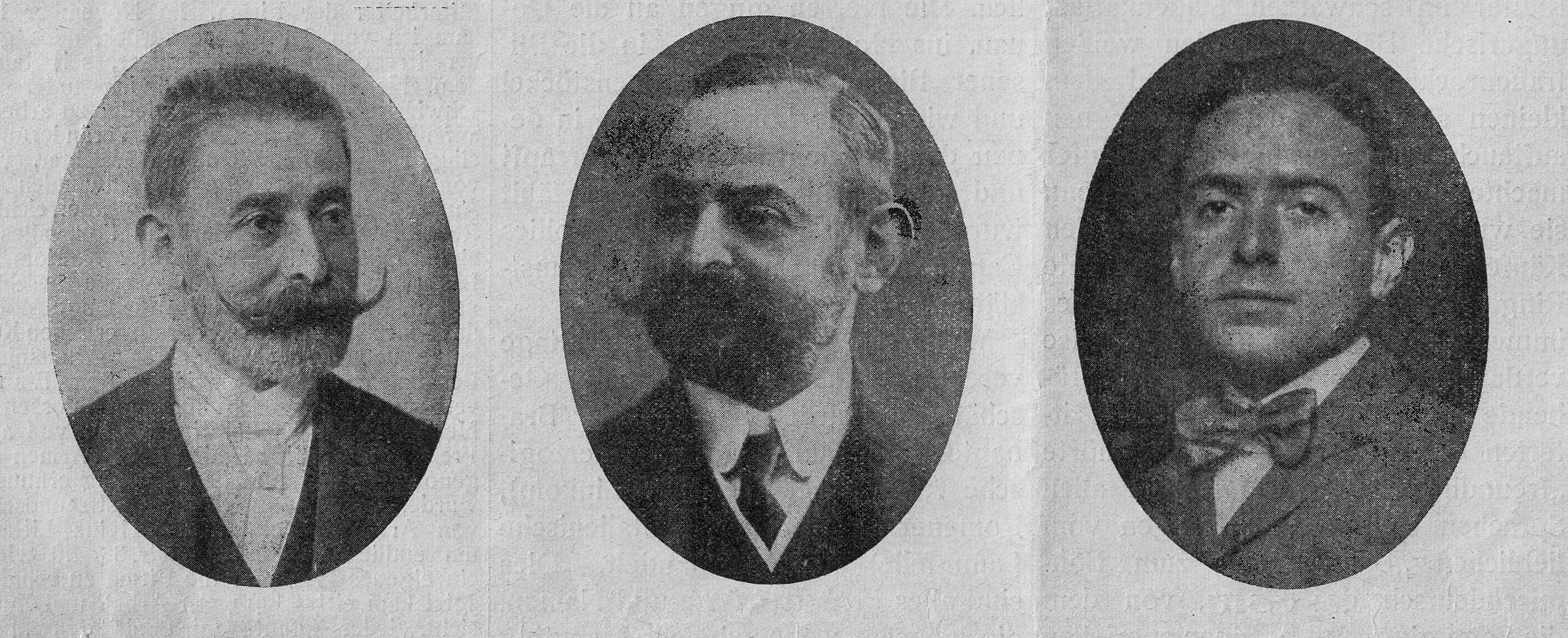
Max Weiss – Willy Weiss – Francis (Franz) Weiss

## Berufs- und Firmengeschichte

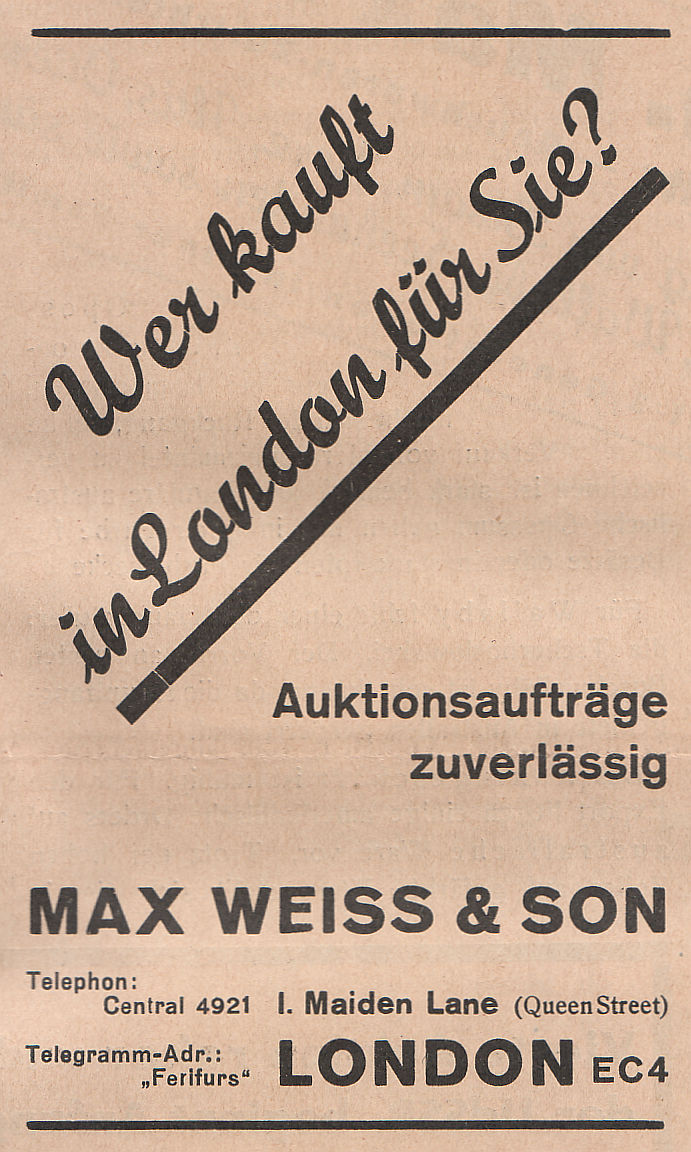
Anzeige Max Weiss & Sohn, London, in einer Leipziger Fachzeitung (1933)

Der Firmengründer Max Weiss, Großvater von Francis Weiss, betrieb in der ungarischen Hauptstadt Budapest (damals noch Pest genannt) einen Fellhandel, in der Berliner Pelzbranche war er als „der schwarze Weiss“ bekannt.
Im Jahr 1844 begann der älteste Sohn Max Weiss eine Lehre als Kürschner und „Kappelmacher“ bei Karl Steiner in Buda (deutsch: Ofen), einem Stadtteil von Budapest. Neben der Mützenmacherei lernte er hier die Manipulation der verschiedenen transsylvanischen Schaf- und Lammfellarten, die besonders in Osteuropa in großen Mengen verarbeitet wurden. Eine Bunda, ein mit der Lederseite nach außen getragener, oft reich bestickter Lammfellmantel gehörte zur Kleidung des oft wohlhabenden ungarischen Bauernstandes, häufig wurde sie bis in den Sommer hinein getragen. Budapest war zu der Zeit, zusammen mit Wien, der Pelzumschlagplatz für den gesamten Balkan.
Nachdem Max Weiss am 1. April 1847 sein Abschlusszeugnis erhalten hatte, ging er mit Ziel Paris auf die übliche Wanderschaft zu diversen Werkstätten Österreichs und Ungarns. Bevor er Paris erreichte, musste er wegen Ausbruchs der Revolution 1848 in seine Heimat umkehren. Er fing in Pest bei L. W. Heidelberg als Rauchwarensortierer an und wurde nach verhältnismäßig kurzer Zeit Geschäftsführer. Im Alter von 45 Jahren gab er diese sichere Stellung auf, um sich selbständig zu machen. Sein erstes Geschäftslokal eröffnete er am 1. Juni 1874 im Haus „Marokkaner Hof“ rechts, Elisabethplatz 8, wo er auch eine Wohnung bezog. In diesem Bezirk hatten auch die anderen Budapester Rauchwarenhändler ihre Lager. Die Rohfellbranche befand sich in der Gegend Karlsring und Königsgasse. Nach kaum zwei Jahren vergrößerte er sein Lokal.
Er besuchte die Leipziger Messen, 1877 fuhr Francis Weiss Vater „Willi“ (* 1862; † 1915) im Alter von 15 Jahren das erste Mal mit. Bis 1879 volontierte er bei dort David Kölner, ebenfalls ein dem Vater aus seiner Lehrzeit bei A. Goldstein bekannter enger Freund. Aus der Leipziger Filiale des Hauses Goldstein, die David Kölner leitete, entstand die Firma D. Kölner. 1888 erhielt Willi Weiss in der väterlichen Firma Prokura, 1891 wurde er Teilhaber und die Firma in Max Weiss und Sohn umbenannt. Auf einer Auslandsreise lernte er in Berlin Francis Mutter kennen, die er 1892 heiratete. Als im Jahr 1895 der Vater starb, wurde Willi Inhaber des Unternehmens. Für kurze Zeit trat der Onkel Hugo Weiss mit in die Firma ein, verließ diese aber bald wieder und gründete in Wien einen eigenen Betrieb, „um dann nach recht unglücklichen Jahren die Branche zu verlassen“. 1901 zog die Firma Willi Weiss zum Karlsring um. Hier hatte auch der Knabe Franz seine ersten intensiven Kontakte mit dem Fellhandel.
Aus dieser Zeit berichtet Francis Weiss im Jahr 1934:

„[…] Aber ich lernte auch schon vieles für meine spätere Laufbahn, vor allen Dingen lernte ich eine große Zahl Lieferanten und Käufer kennen, Menschenkenntnis und vieles andere, was man als Kommissionär wissen muss. Es gab Stammgäste dieser Märkte, die jahrelang keinen Markt versäumten, Könige einzelner Artikel, deren Erscheinen genügte, um diese in Hausse zu bringen. Wenn Max Salinger erschien, im schwarzen Rock und Halbzylinder, mit dem Bändchen des Eisernen Kreuzes von anno 70, aussehend wie ein Friedensgeneral in Zivil, dann wurde alles aufgeregt, was nur irgendwie mit Lammfellen Verbindung hatte. Oder wenn die Kommandostimme Jakob Hahns ertönte, erzitterte manches Bosniakenherz, welches ein böses Gewissen in Bezug auf das Sortiment besaß. Sie kamen alle, die ältere Generation Rosenstock, Felsenstein, Rosenfelder, Kölner, die Königs, Schütz, Trollers und viele andere. Es gab hochinteressante Typen, Bosniaken in ihrer malerischen Tracht. Der alte schlohweiße Ajan verkaufte die Siebenbürger Lammfelle im verschnürten Rock und rauchte eine meterlange Pfeife, Käufer im schwarzen Seidenkaftan, ungarische Bauern mit den weißen frauenrockartigen Hosen und dem kleinen steifen Hütchen. Jeder neu auftauchende ausländische Käufer machte die Verkäufer stolzer, denn sie wussten genau, dass der von den Käufern immer wieder versuchte Ring nicht dauerhaft war und es immer Outsider gab, die die Preise verdarben. Dann gab es zornsprühende Augen, die Halbzylinder zitterten nervös, und man hörte ‚freundliche‘ Worte fallen in allen Sprachen Europas, angefangen vom lieblichen ‚Baliner‘ bis zum Böhmischdeutsch des Herrn, von dem die Sage ging, dass er einen speziellen Anzug für die Pester Märkte besitze. Diesen schönen Bratenrock bekam ich auch über ein Jahrzehnt zu sehen und vermisse ihn noch heute stark. […] Die Kunden, im höchsten Maße eifersüchtig aufeinander, mussten streng voneinander getrennt werden. Es wurde hohe Diplomatie gespielt, und es ergaben sich oft Situationen, würdig eines französischen Lustspiels. Hohe Schule für einen angehenden Kommissionär! Daher kommen mir heute die verzwicktesten Situationen wie Kinderspiel vor, wenn ich an die Zeiten denke, als Maurice Burger aus Paris die hunderttausende Zickel unterhandelte, oder wenn mein Vater für Herskowitz & Roth, New York, mit einem Multipelorchester aus Mármaros-Sziget eine Iltissymphonie dirigierte. Einer meiner schönsten Erinnerungen ist der misstrauische serbische Lieferant, welcher verlangte, über Nacht in den Keller gesperrt zu werden, da er sich nicht von seinem Ballen Ware trennen, sondern auf diesem schlafen wollte, aber den mein Vater mit dem wertvollen Ballen auf die Straße setzen ließ. […]“

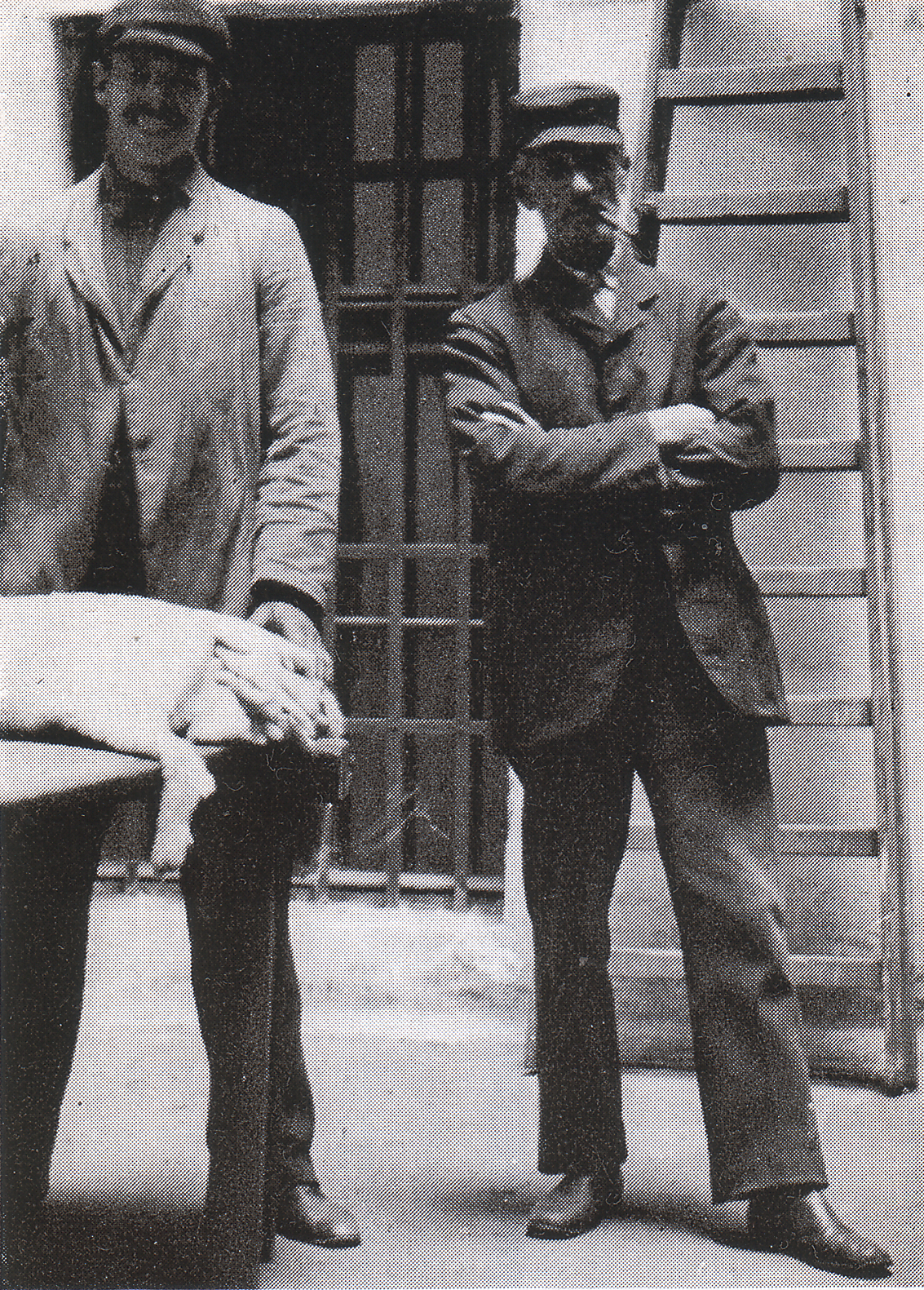
Adolf und Wilhelm, Hausdiener in der Pelzwarenhandlung Wilhelm Weiss (um 1911)

1910, zwei Monate nach seinem Schulabschluss, fing Francis Weiss in Berlin bei dem damals weltbekannten Spezialhaus Levy & Salinger am Georgen-Kirchplatz das „Lammfellstudium“ an. Nach einem Jahr ging er nach Leipzig, öfter besucht von seinem Vater. Dort volontierte er bei der Rauchwarenfirma Eisenbach & Stern, Inhaber Willi Eisenbach. Während des Krieges führten Mitarbeiter das Geschäft bis zu seiner Rückkehr im Jahr 1918 weiter. Die politischen Verhältnisse in Ungarn bewogen ihn, das Land zu verlassen. Im Herbst 1921 eröffnete Francis Weiss eine Niederlassung in Leipzig, zuerst bei den Firmen Arthur Kniesche und Heinz Littauer, Ritterstraße 38–40, bald jedoch in eigenen Räumen im selben Haus, im Pelzzentrum rund um den Brühl. Geplant war eigentlich eine Kürschnerei mit Rauchwarenhandel, gegründet wurde eine Rauchwarenhandlung mit der Kürschnerei als Nebengewerbe. Auf dem Brühl war er bekannt als der „Feri“, der Sohn vom verstorbenen Willy Weiss. Bald machte er Leipzig zum Hauptsitz der Firma, schnell gehörte er zu den führenden Rauchwarenkommissionären der Stadt. Privat wohnte er in einem Landhaus am Stadtrand. Wiederholt bezeichnete er diese Epoche im Weltzentrum des Pelzhandels als die glücklichste Zeit seines Lebens.
1930 erfüllte er sich einen alten Wunsch und zog mit seiner Familie nach London. Wie er später berichtete, spielte jedoch die Warnung des renommierten Kollegen Max Ariowitsch eine entscheidende Rolle. Als der bei einem Gruppengespräch auf dem Leipziger Brühl erfuhr, dass Francis ein gut dotiertes Angebot des Lammfellspezialisten Pannonia zur Übernahme einer Londoner Filiale nicht angenommen hatte, mit der Begründung, sein hiesiges Geschäft liefe doch ganz ausgezeichnet, er lebe hier doch mit seiner Familie wie im Paradies, sagte ihm dieser todernst: „Ferry! Hier wird bald das Gras wachsen und auf den Häusern das Efeu hochranken“. Einige Wochen später hörte er mit Entsetzen, dass der Rauchwarenhändler David Biedermann, ein Multimillionär, sich das Leben genommen hatte und viele bedeutende Rauchwarenfirmen ins Wanken kamen (hier trog wohl Francis Erinnerung. Sein Kollege Philipp Manes schrieb über den natürlichen Tod des völlig verarmten Biedermann in Nizza: „Seit Jahren körperlich leidend, starb er dort, „einsam, wie er gelebt hat“.)
So ging er erst einmal „auf Probe“ nach London, im Sommer folgten seine Frau und die Kinder. Über Deutschland brach 1933 der Nationalsozialismus herein.
Der Leipziger Hauptsitz wurde als jüdisches Unternehmen im Jahr 1939 zwangsweise liquidiert. Die Budapester Firma Pannonia vertrat er von London aus bis 1932. Bereits ein Jahr später machte er sich hier unter dem Gründernamen Max Weiss & Son wieder mit einer eigenen Firma selbständig, in der zweiten Etage der Nr. 1, Maiden Lane, der Adresse, die er später zum Hauptsitz der Firma machte, unweit der Hudson’s Bay Company und dem Pelzauktionshaus Lampson. Der walisische Schriftsteller Leslie Thomas berichtete 1965 in einem Zeitungsartikel, dass der erste Tagesverdienst des Großvaters von Francis Weiss eingerahmt an der Wand hing: „Eine ungarische Guldennote, mit Silber- und Kupfermünzen drum herum und eine vergilbte Notiz, dass die der erste Gewinn des alten Max war, als er am 1. Juni 1874 rohe Felle verkaufte“.
Das Straßenstück wurde auf seinen Antrag hin später in den heutigen Namen Skinners Lane (Gerbergasse) umbenannt. Im gleichen Jahr wurde er in den Vorstand der „British Fur Trade Alliance“ und zum Vizepräsidenten des „Furrier’s Round Table“ gewählt.
Anfang 1981 übergab Francis Weiss im Alter von 87 Jahren die Firma an seinen Sohn Niels White. Am 1. März 1982 übernahm Niels zusätzlich zu seiner Firma Max Weiss & Son die Stelle des Managing Directors der Firma An-Glo Fur Co. Ltd., London (eine Tochtergesellschaft von L. J. Larsen A/S, Kopenhagen). Gleichzeitig zog er mit seinem Unternehmen in die Räume der Anglo Fur Co. Ltd. um, 13/14Ft. St. Thomas Apostle, seine wohl letzte Firmenadresse. Niels White starb im Juli 1983, reichlich ein Jahr nach dem Tod seines Vaters. Er hinterließ seine Frau und zwei Kinder.

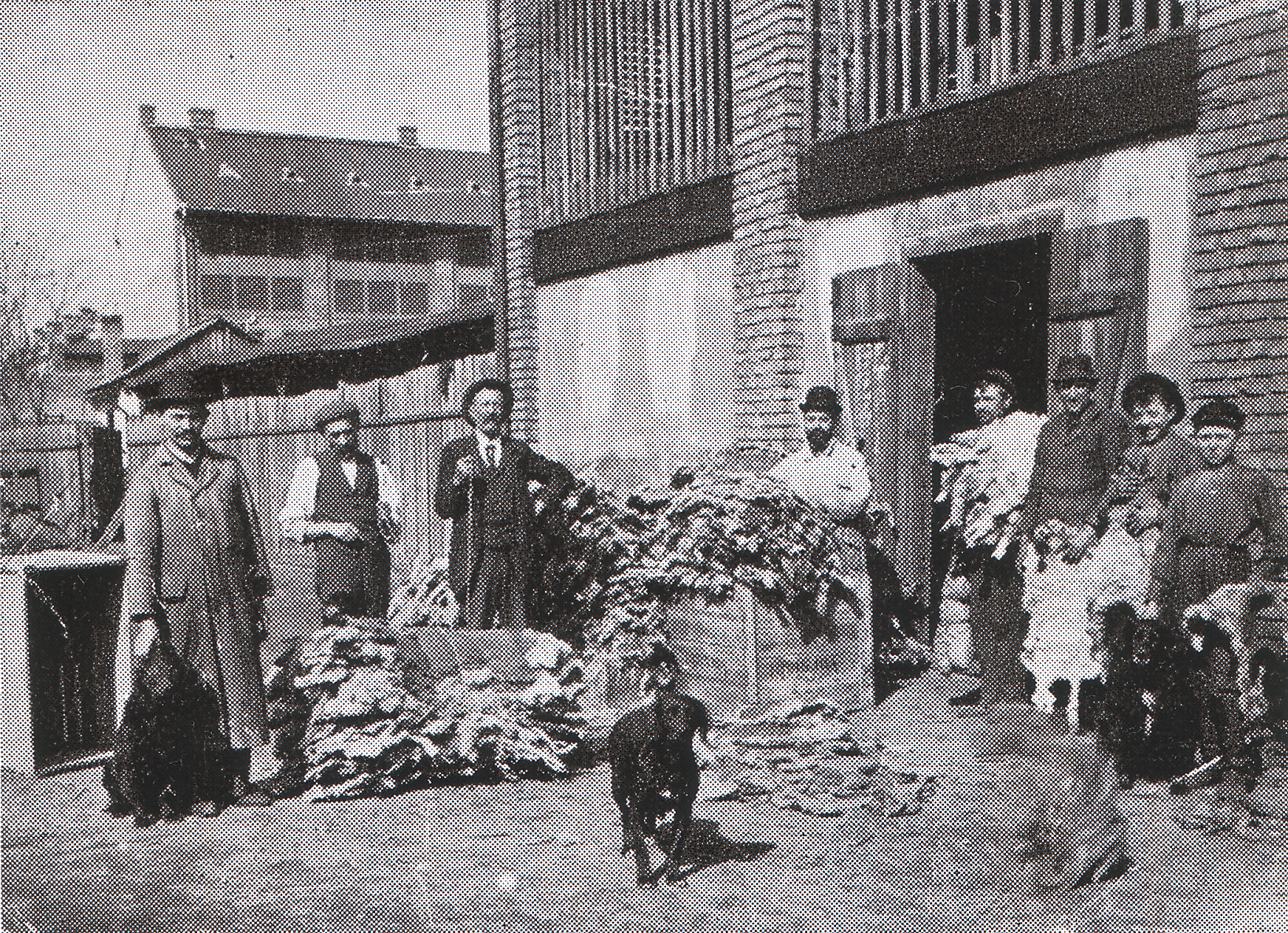
Willi Weiss (1862–1915) bei der Lammfell-Übernahme
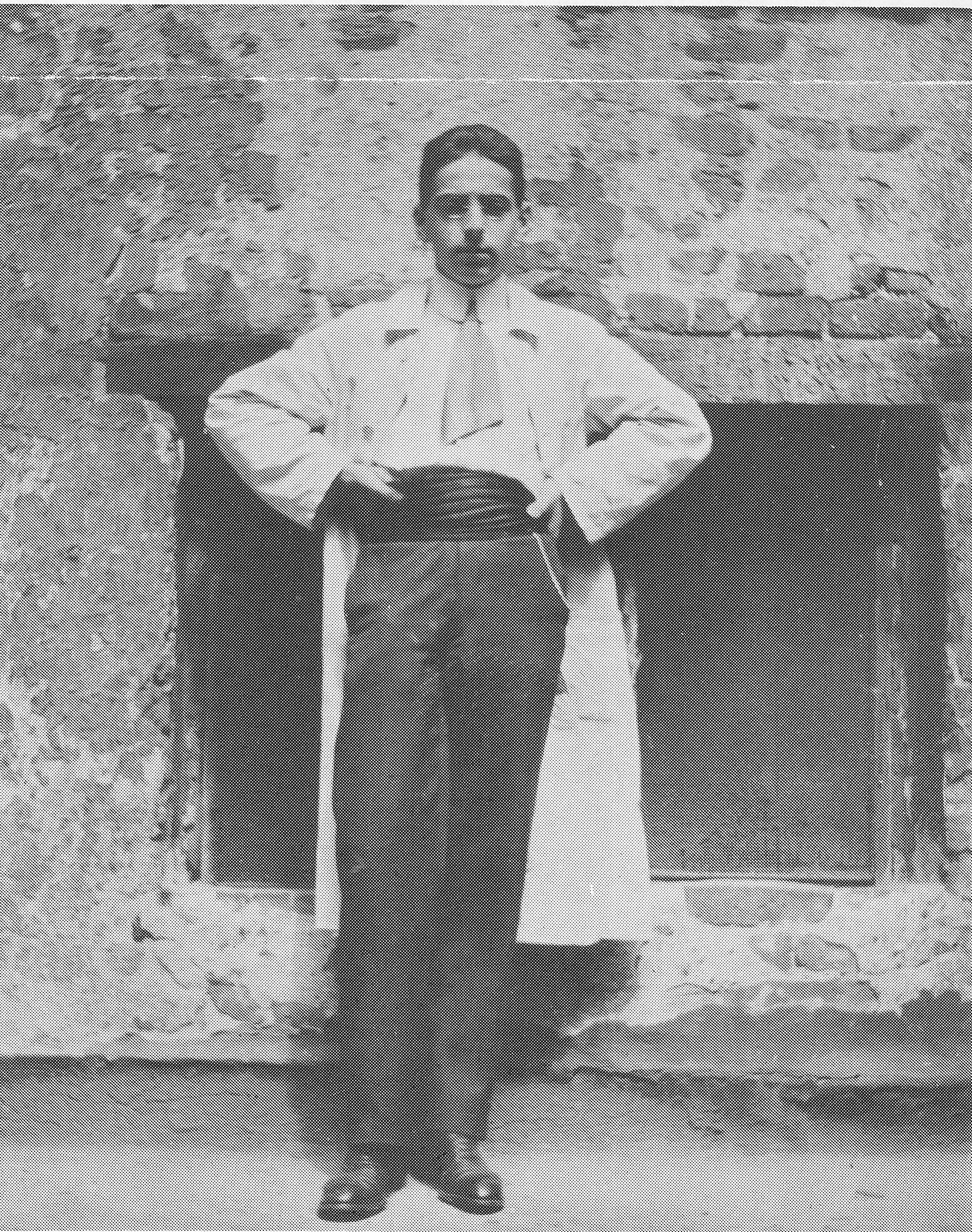
Francis Weiss, sein Debüt in der Pelzbranche (1910)
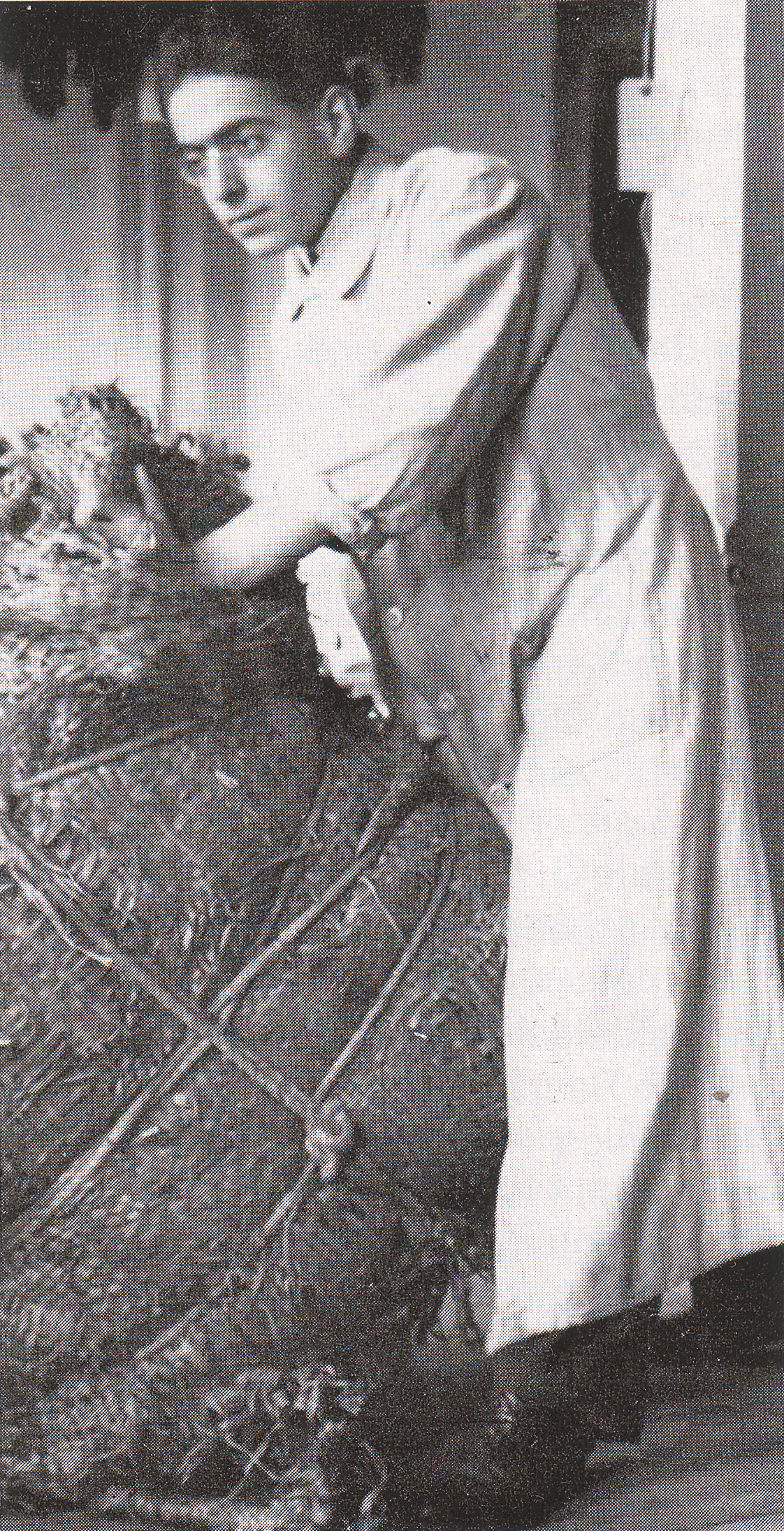
Der junge Francis mit Pelzballen (1911)
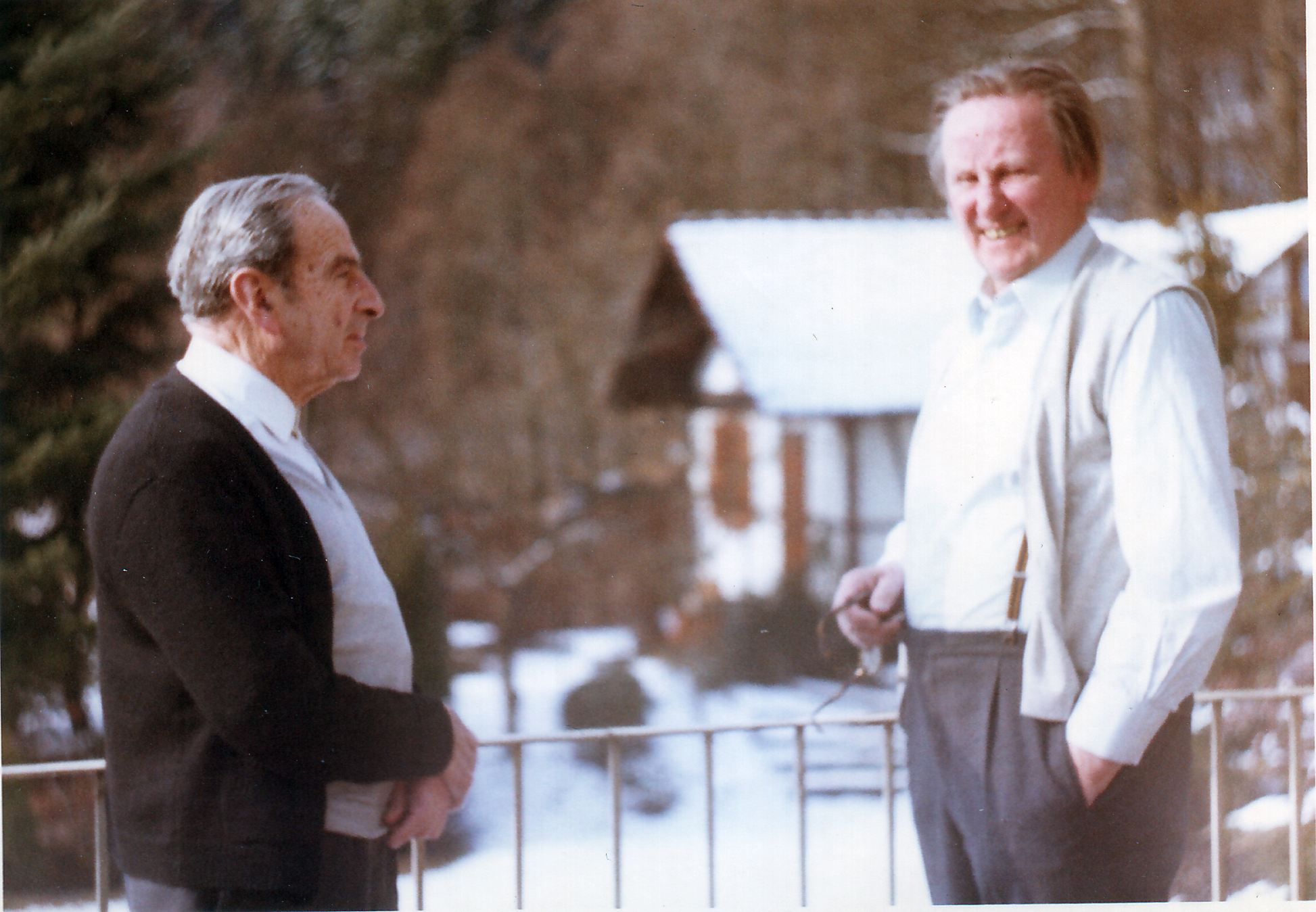
Francis Weiss (links), zusammen mit dem Branchenkollegen Richard Franke (1973)

Anzeige des letzten Firmeninhabers, Niels White, in einer deutschen Pelz-Fachpublikation (1982)
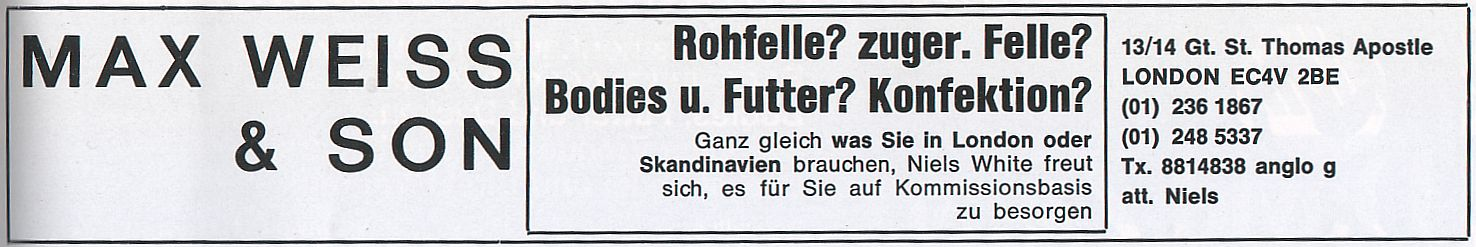

## Werke
- Wohl bereits in den 1920er Jahren und ab den 1930ern erschienen von Franz Weiss, immer amüsant geschriebene, Berichte zum aktuellen Pelzhandel und zur Geschichte des Pelzhandels, in deutschen und später auch in englischen Fachpublikationen.
- Insanity.... ........abounding. Blandford Press, London (undatiert, vor 1945).

Aus einer jüdischen Familie stammend war Francis Weiss von den politischen Wirren seiner Zeit, dem Zweiten Weltkrieg und dem Holocaust besonders betroffen und am Zeitgeschehen in Europa besonders interessiert. Gegen Ende des Krieges veröffentlichte er sein erstes Buch, Insanity.... ........abounding (etwa „Wahnsinn … im Überfluss“) mit dem Untertitel Reply to a Prophet not quite at Home („Antwort an einen Propheten nicht ganz zu Hause“). Hier untersucht er den Zusammenbruch des österreichischen Imperiums, die Revolution in Ungarn und den Terror des Horthy-Regimes gegen Sozialisten, Kommunisten und Juden. Er beschreibt, wie die Intoleranz und der brutale und künstlich genährte Nationalismus sich wie eine Infektion von Ungarn aus nach Deutschland verbreitete.
- From Adam to Madam. A History of Furs, Teil I und II.

Von Adam bis zur Madame, eine Geschichte des Pelzes von den Anfängen der Fellnutzung bis in die Jetztzeit. Das Werk ist in zwei Teile gegliedert, von denen jedes 150 Schreibmaschinenseiten umfasst, zusätzlich ein umfangreiches Literaturverzeichnis. Vermutlich ist nur ein Teil in Fortsetzungen der englischen Fachzeitschrift Fur Review erschienen. Auszüge wurden auch in deutschen Pelzzeitschriften abgedruckt, diese, bis auf Ausnahmen, in deutsch abgedruckten Fortsetzungen hatte Weiss selbst ins Deutsche übertragen, meist erschienen sie hier als Einzelartikel über ein spezielles Thema. Der humorvolle Stil macht die Arbeiten auch für an der Pelzbranche weniger Interessierte leicht lesbar und unterhaltsam.
- Waltzing Volcano. Hollis and Carter, London 1944

beschreibt die Geschichte und den Untergang der Österreichisch-Ungarischen Monarchie aus Francis Weiss persönlicher Sicht.
- Fur Man’s Holiday. Blandford Press, London 1951

In 12 Einzelartikeln schildert Weiss in Zusammenhang mit seinen Reisen in der Nachkriegszeit persönliche Erinnerungen in Verbindung mit Rückblicken auf die jüngere Geschichte, dabei immer sein Metier, den Pelzhandel, im Auge behaltend. Bereits im Mai 1945 kehrte er zum ersten Mal aus dem zerbombten London in das noch zerstörte Deutschland zurück.
- Margit and Other Poems. G.T. Foulis and Co., London 1955. Gedichtband, weitgehend über den Tod seiner verstorbenen Frau Margit.

- Veröffentlichungen in diversen Pelz-Fachzeitschriften, beispielsweise

- Furs in Archaeology. In: Marco-Informationen des Hauses Fränkische Pelzindustrie Märkle & Co., 1968 (2 Ausgaben)
- Römische Legionen. In: Marco-Informationen des Hauses Fränkische Pelzindustrie Märkle & Co., 32. Ausgabe, 1973.
- Das Debüt des Pelzmantels. In: Marco-Informationen des Hauses Fränkische Pelzindustrie Märkle & Co., Messen 1974.
- Jugenderinnerungen eines alten Pelzmannes. In: Marco-Informationen des Hauses Fränkische Pelzindustrie Märkle & Co., Saison 1974.
- The Fur Trade a way of life! In: Marco-Informationen des Hauses Fränkische Pelzindustrie Märkle & Co., 38. Ausgabe, 1975.
- The Abrogated Glass-Slipper. In: Marco-Informationen des Hauses Fränkische Pelzindustrie Märkle & Co., 40. Ausgabe 1976.
- Seit wie lange zieht der Mensch das Fell über die Ohren? In: Rund um den Pelz International, April 1977.
- Die Schaf-Aristokratie. In: Rund um den Pelz International, Heft 9, September 1978.
- Der Flohpelz – eine kitzlige Sache. In: Rund um den Pelz International, Nr. 5, April 1979 – Nr. 6, Juni 1979.
- Pelze in der Archäologie. In: Pelz International, Nr. 10, Oktober 1980.

Die historische Sammlung von Francis Weiss wurde vom Verband der Deutschen Rauchwaren- und Pelzwirtschaft aus London nach dessen Sitz in Frankfurt am Main geholt. Es war vorgesehen, das Konvolut von Bilddokumenten und Schriften später in einem Pelzmuseum auszustellen (auf Nachfrage Anfang 2014 war dort von dem Verbleib nichts bekannt). Weiss hatte zuvor vorgeschlagen, sie in ein „Pelz-Rundreise-Museum“ aufzunehmen, das der Internationale Rauchwarenverband unterhalten sollte. Einige Dokumente, die er abgegeben hatte, befinden sich in der Sammlung G. & C. Franke.(Stand 2019)

## Belege
1. 1 2 3 4 5  
Francis Weiss: Jugenderinnerungen eines alten Pelzmannes. In: Marco-Informationen des Hauses Fränkische Pelzindustrie Märkle & Co., Saison 1974.
2. ↑  burgenland.at, Shehva Kehillot: Mattersdorf/Mattersburg (ab 1924). (Memento vom 5. März 2014 im Internet Archive) Abgerufen am 7. August 2015.
3. 1 2 3 4  
Johanna Kroll: Am 1. Juni 1974: 100 Jahre Firma Max Weiss & Son, London. In: Pelz-International Nr. 6, Juni 1974, S. 47 ff.
4. 1 2 3 4 5  
Walter Fellmann: Francis Weiss (1893–1982). In: Ephraim Carlebach Stiftung (Hrsg.): Judaica Lipsiensia. Edition Leipzig 1994, S. 274–275, ISBN 3-361-00423-3.
5. ↑  Francis Weiss: Insanity.... ........abounding., S. 4.
6. ↑  Insanity.... ........abounding., S. 74.
7. ↑  Walter Fellmann: Der Leipziger Brühl. VEB Fachbuchverlag, Leipzig 1989, S. 10.
8. ↑   Redaktion: Jewish Interclude at the P. E. N. (Memento vom 5. März 2016 im Internet Archive) In: AJR Information, Vol. V Nr. 10, London, Oktober 1950 S. 4 (englisch).
9. ↑  Jürgen Thorer: Ferry Weiss ist tot! In: Winckelmann Pelzmarkt, Nr. 637, Frankfurt am Main, 2. April 1982, S. 1.
10. ↑  Ephraim Carlebach Stiftung (Hrsg.): Judaica Lipsiensa, Edition Leipzig, ISBN 3-361-00423-3, S. 275.
11. 1 2  
Ohne Autorenangabe: Niels White verstorben. In: Winckelmann Pelzmarkt Nr. 705, 29. Juli 1983, S. 14.
12. ↑  Ohne Autorenangabe: Hochzeit in England. In: Winckelmann Pelzmarkt Nr. 354, 17. September 1976, S. 12.
13. ↑  Niels White verstorben. In: Winckelmann pelzmarkt, Winckelmann Verlag, Frankfurt/Main, Nr. 705/29, 29. Juli 1983, S. 14.
14. ↑  Redaktion: Late Francis Weiss. In: Fur Report Supplement, 2. April 1982, S. VI.
15. 1 2 3 4  
Franz [Francis] Weiss: Ein Kapitel der Geschichte des Rauchwarenhandels – 50 Jahre Max Weiß & Sohn. In: Der Rauchwarenmarkt Nr. 42, Leipzig, 30. Mai 1934, S. 5–6.
16. ↑  Francis Weiss: Insanity.... ........abounding, S. 51.
17. ↑  Philipp Manes: Die deutsche Pelzindustrie und ihre Verbände 1900-1940, Versuch einer Geschichte. Berlin 1941 Band 4. Durchschrift des Originalmanuskripts, S. 178. (→ Inhaltsverzeichnis).
18. ↑  Francis Weiss: Propheten. In: Winckelmann Pelzmarkt Nr. 574, 9. Januar 1981, S. 1–2, 4
19. ↑  Redaktion: Max Weiss & Sohn. In: Der Rauchwarenmarkt Nr. 122, Berlin, 19. Oktober 1932, S. 7.
20. ↑  Leslie Thomas: Street of Mink. In: Evening News, undatierter Zeitungsausschnitt, Datierung (1965) und Zuordnung anhand beiliegender deutscher Übersetzung und eines Leserbriefs von Jury Fränkel vom 19. November 1965 (Sammlung C. & G. Franke) (englisch).
21. ↑  Redaktion: Neugründungen und handelsgerichtliche Eintragungen. In: Die Pelzkonfektion Nr. 14 vom 9. Juli 1932, S. 9, Beiblatt zu Der Rauchwarenmarkt Nr. 78/79, Berlin.
22. ↑  Redaktion: Francis Weiss Resigns. In: Fur Review, London, Februar 1981 (englisch).
23. ↑  Niels White neuer Maging Director von An-Glo Fur Co. Ltd., London. In: Winckelmann Pelzmarkt Nr. 632, 26. Februar 1982, S. 15.
24. ↑  Laut Fur Review, London, Mai 1982. Komplettfassung des Werkes (Kopie) Sammlung G. & C. Franke, Murrhardt.
25. ↑  Ohne Autorenangabe: Historische Sammlung kam nach Frankfurt. In: Pelz International, Nr. 11, November 1981.
26. ↑  Francis Weiss: Korrespondenz. In Winckelmann Pelzmarkt Nr. 604, 7. August 1981, S. 5–6.

| Personendaten    | Personendaten                          |
| ---------------- | -------------------------------------- |
| NAME             | Weiss, Francis                         |
| ALTERNATIVNAMEN  | Weiss, Franz                           |
| KURZBESCHREIBUNG | britischer Rauchwarenhändler und Autor |
| GEBURTSDATUM     | 1893                                   |
| GEBURTSORT       | Budapest                               |
| STERBEDATUM      | 25. März 1982                          |
| STERBEORT        | Beckenham, Kent, England               |